# Огледалце (албум)
Огледалце је први албум певачице Јелене Карлеуше издат 1995. у продукцији Дискос. На албуму се налази девет нумера текстописца Зорана Тутуновића.

## Списак песама
На албуму се налазе следеће песме:
| Бр. | Назив                | Текст                                    | Музика          | Аранжман        | Трајање |
| --- | -------------------- | ---------------------------------------- | --------------- | --------------- | ------- |
| 1.  | Огледалце            | Драган Брајовић                          | Зоран Тутуновић | Зоран Тутуновић | 03:36   |
| 2.  | Где смо погрешили ми | Драган Брајовић                          | Зоран Тутуновић | Зоран Тутуновић | 03:07   |
| 3.  | Најбоља другарице    | Драган Брајовић                          | Зоран Тутуновић | Зоран Тутуновић | 03:16   |
| 4.  | Да ми ниси драг      | Бехљуљ Бехљуљевић                        | Зоран Тутуновић | Зоран Тутуновић | 03:22   |
| 5.  | Бићу твоја           | Драган Брајовић                          | Зоран Тутуновић | Зоран Тутуновић | 03:30   |
| 6.  | Лагао си, лагао      | Драган Брајовић                          | Зоран Тутуновић | Зоран Тутуновић | 03:14   |
| 7.  | Сузе девојачке       | Драган Брајовић                          | Зоран Тутуновић | Зоран Тутуновић | 03:39   |
| 8.  | Дала сам ти ноћ      | Драган Брајовић, Александар Саша Поповић | Зоран Тутуновић | Зоран Тутуновић | 03:01   |

## Информације о албуму
- Продукција: Зоран Тутуновић
- Продуцент: Драган Брајовић
- Извршни продуцент: Зоран Башановић
- Организатор: Дивна Карлеуша
- Снимано у студију "ПИНК"
- Тон мајстор: Дејан Абадић, Зоран Шћекић
- Шминка: Сандра
- Фото: Бранислав Патрногић
- Дизајн: Z-Megarth Prof.
- Директор-главни и одговорни уредник: М. Кнежевић